# Binh Bộ Tỉnh (Nhật Bản)
Binh Bộ Tỉnh (兵部省 Hyōbu-shō) là một bộ trong Triều đình Nhật Bản thời phong kiến. Nó được hình thành trong cải cách Taika và hệ thống Luật lệnh (Ritsuryō), xác lập trong thời kỳ Asuka và được chính thức hóa trong thời kỳ Heian.
Bộ này được thành lập nhằm lo các sự vụ liên quan tới quân sự và binh lính, tương ứng với Bộ chiến tranh hay Bộ quân sự.
Binh Bộ Tỉnh có Đường danh là Binh bộ, Hạ quan, Vệ úy và Hòa danh là Tsuwamono no Tsukasa.

## Nhìn chung
Người đứng đầu Binh Bộ Tỉnh, Binh Bộ khanh (兵部卿, Hyōbu-kyō) phải là con hay người họ hàng gần gũi của Thiên hoàng. Người này sẽ lo toàn bộ các sự vụ về quân sự của quốc gia, và kể từ thế kỷ thứ 12 trở đi người này sẽ thay mặt Thiên hoàng làm việc với các Mạc phủ.
Nhiệm vụ của Binh Bộ Tỉnh là:
- Duy trì bảng phân công của các tướng lĩnh chỉ huy và các lần kiểm tra, bổ nhiệm và cấp bậc.
- Điều động quân đội.
- Theo dõi tình trạng vũ khí, quân lính, thành trì và trạm tín hiệu lửa báo động.
- Theo dõi tình trạng bãi cỏ cho ngựa, ngựa chiến, gia súc, ngựa công và tư.
- Trạm bưu điện.
- Sản xuất vũ khí và duy trì danh sách các thợ thủ công nhà nước.
- Huấn luyện đánh trống và thổi kèn trận.
- Vận chuyện công và tư theo đường thủy.
- Huấn luyện chim ưng và chó.[3]

## Lịch sử
Trong thời kỳ Edo, các chức vị liên quan đến Binh Bộ Tỉnh chỉ còn mang tính nghi thức.
Trong thời kỳ Minh Trị, Binh Bộ tỉnh được tái tổ chức thành Bộ Lục quân và Bộ Hải quân.

## Cấp bậc
Trong thời kỳ Asuka, Nara, Heian Triều đình Nhật Bản đã hoàn thiện một cơ quan lo việc quân sự.
Trong thế kỷ thứ 18, danh sách các chức vụ đứng đầu Binh Bộ Tỉnh là:
- Binh Bộ khanh (兵部卿 Hyōbu-kyō?), thường là con trai hay là một người bà con gần gũi của Thiên hoàng.[4]
- Binh Bộ Đại phụ (兵部大輔 Hyōbu-taifu?).[1]
- Binh Bộ Thiếu phụ (兵部少輔 Hyōbu-shōfu?).[1]
- Binh Bộ Đại thừa (兵部大丞 Hyōbu no dai-jō?).[1]
- Binh Bộ Thiếu thừa (兵部少丞 Hyōbu no shō-jō?), hai vị trí.[1]
- Chuẩn Nhân chính (隼人正 Hayato no kami?), một vị trí cấp thấp.[1]
- Chuẩn Nhân hữu (隼人佑 Hayato no jō?).[1]
- Chuẩn Nhân Lệnh hữu (隼人令史 Hayato no sakan?).[1]